# Владо Чимев
Владо Дмиитров Чимев е участник в комунистическото съпротивително движение по време на Втората световна война, български партизанин и комунист.

## Биография
Владо Чимев е роден в горноджумайското село Клисура на 6 август 1915 година. Завършва начално образование. Работи като ратай в Логодаш. В 1934 година е сред създателите на група на Работническия младежки съюз в селото. Заселва се в Горна Джумая и работи по поддръжката на железопътната линия. Става член на окръжното ръководство на РМС. Влиза в Българската комунистическа партия и в 1935 година става член на околийския комитет на партията в Горна Джумая. Участва в комунистическото съпротивително движение по време на Втората световна война. Преминава в нелегалност през септември 1941 година. Заедно със Станке Лисичков, Гроздан Николов, Стойне Лисийски и Станой Крекмански създава Горноджумайската партизанска чета. Арестуван е на 23 февруари 1942 година. Осъден е на смърт и на 20 август 1942 година е обесен заедно с Гроздан Николов и Станке Лисичков в двора на затвора в Горна Джумая.